# APY Art Centre Collective
L'APY Art Centre Collective est un collectif d'artistes et réseau de centres d'art contemporain géré de l'Anangu Pitjantjatjara Yankunytjatjara (APY), une communauté aborigène du Sud de l'Australie.

## Œuvres
Les œuvres collectives d'APY sont des transcriptions en image de récits traditionnels aborigènes.

### Peintures
En 2018, un groupe de 34 femmes réalise Nganampa mantangka minyma tjutaku Tjukurpa ngaranyia alatjitu (La Loi des femmes est vivante sur nos terres), une œuvre abstraite racontant le mythe des Sept Sœurs de la création de sites sacrés. La forme d'abstraction utilisée est symbolique : le positionnement des signes et des formes traduit les différents éléments du récit.

## Expositions
2021, Elles font l'abstraction, Centre Pompidou :  présentation de Nganampa mantangka minyma tjutaku Tjukurpa ngaranyia alatjitu
2020, Kulata Tjuta, Musée des Beaux-Arts de Rennes : présentation de 28 peintures, 32 photographies, 10 sculptures et vidéos